# Palancia
Le Palancia  est un fleuve espagnol de la région valencienne.

## Géographie
Le Palancia est un fleuve valencien qui nait dans la Peña Escabia (Sierra de El Toro), sur le territoire de la commune de El Toro, dans la province de Castellón à 1 618 mètres d'altitude et dont l'embouchure se trouve sur le territoire de Sagonte après 85 km de parcours. La superficie du bassin versant est de 910 km2 et le débit moyen de 25 l/s dans la localité de Viver.
À cause de sa grande valeur écologique, la source du Río Palancia a été placée dans l'Inventaire des rivières, rives et autres espaces hydriques classés de la Confederación Hidrográfica del Júcar (1988), comme espace naturel à protéger.
Le cours supérieur de la rivière possède une eau d'une grande pureté jusqu'à la localité de Bejís, mais à partir de cette localité, les déversements urbains de divers villages comme Teresa, Viver ou Jérica appauvrissent la qualité de l'eau.
Cette eau est très exploitée pour l'irrigation des champs cultivés, de sorte qu'après la localité de Sot de Ferrer et à cause du prélèvement de l'eau pour le canal d'irrigation Majeur de Sagonte, le lit reste pratiquement à sec.

## Réservoirs et barrages
- Barrage de Regajo, de 6,6 hm3.
- Barrage de Algar, de 6,29 hm3.

Le barrage de Algar s'est rendu tristement fameux pendant l'épisode météorologique de la goutte froide d'octobre 2000; on n'avait pas encore installé les vannes ce qui a fait craindre une possible atteinte de sa structure; cela l'a empêché de remplir sa mission principale qui est l'écrêtement des crues.